# Лэнг, Джун
Джун Лэнг (англ. June Lang; имя при рождении Уинифред Джун Власек (Winifred June Vlasek); 5 мая 1917[…], Миннеаполис, Миннесота — 16 мая 2005[…], Valley Village, Los Angeles, Калифорния) — американская киноактриса, меньше известна как актриса телевидения.

## Биография
Уинифред Джун Власек родилась 5 мая 1917 года в городе Миннеаполис (штат Миннесота, США). Отца звали Кларенс, мать — Эдит. В детстве (примерно в 1924 году) переехала с семьёй в Лос-Анджелес, где начала учиться танцам и выступать в ревю в театрах города. В 1933 году окончила старшую школу Беверли-Хиллз.
С 14 лет девушка начала сниматься в кино, в эпизодических ролях без указания в титрах, либо во второстепенных ролях с указанием в титрах как Джун Власек. В 16 лет она заключила контракт на съёмки с компанией Fox Film, новый работодатель выправил ей зубы и дал актёрский псевдоним Джун Лэнг; с 1934 года девушка начала появляться в кинофильмах в довольно заметных ролях. Позднее она перешла работать в подразделение студии 20th Century Fox, где преимущественно снималась в фильмах категории B.
Карьера Лэнг была отнюдь не «звёздной»: с 1931 по 1947 год она появилась в сорока́ кинофильмах, причём в девяти случая без указания в титрах; затем с 1950 по 1968 год разово появлялась в телесериалах (в семи эпизодах пяти сериалов).
Джун Лэнг скончалась 16 мая 2005 года в квартале Волли-Виллидж города Лос-Анджелес от естественных причин (актрисе было 88 лет).

### Личная жизнь
29 мая 1937 года Лэнг вышла замуж за голливудского агента и продюсера по имени Виктор Орсатти (1905—1984), однако 5 августа того же года последовал развод.

1 апреля 1940 года Лэнг вышла замуж за известного гангстера по имени Джон Роселли (1905—1976). 20 февраля 1942 года последовал развод, но свою репутацию этим браком актриса заметно подмочила.

5 января 1944 года Лэнг вышла замуж за военного, лейтенанта по имени Уильям Морган. 23 апреля 1954 года последовал развод, от брака осталась дочь.

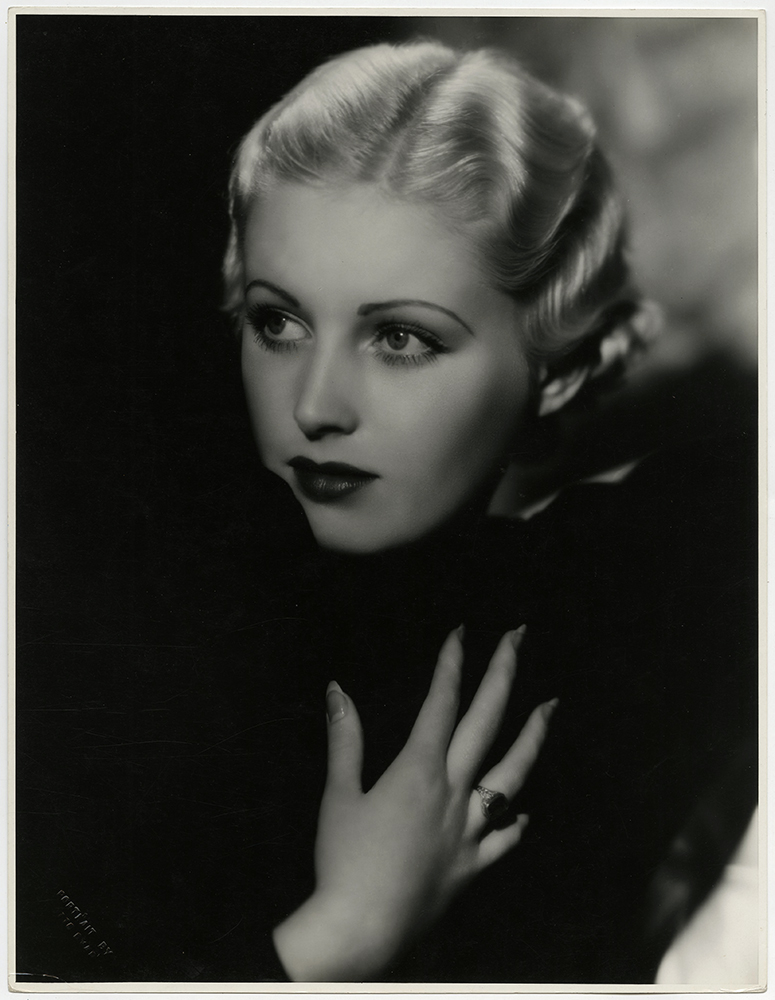
Фото 1930-х годов
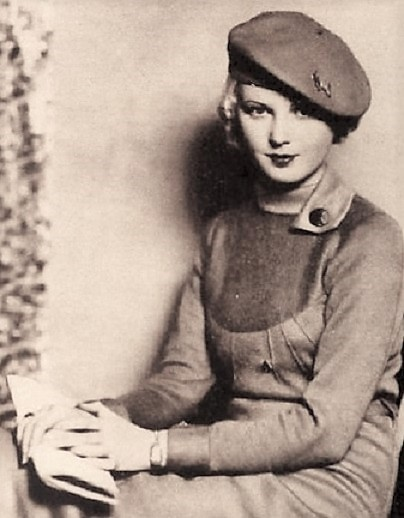
Фото 1933 года
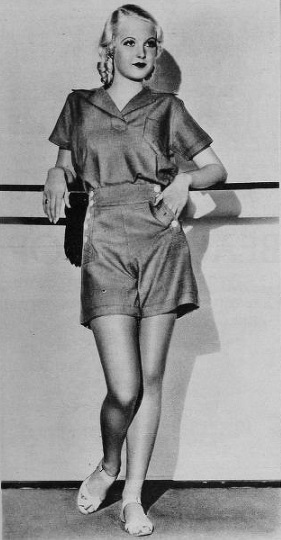
Фото 1933 года
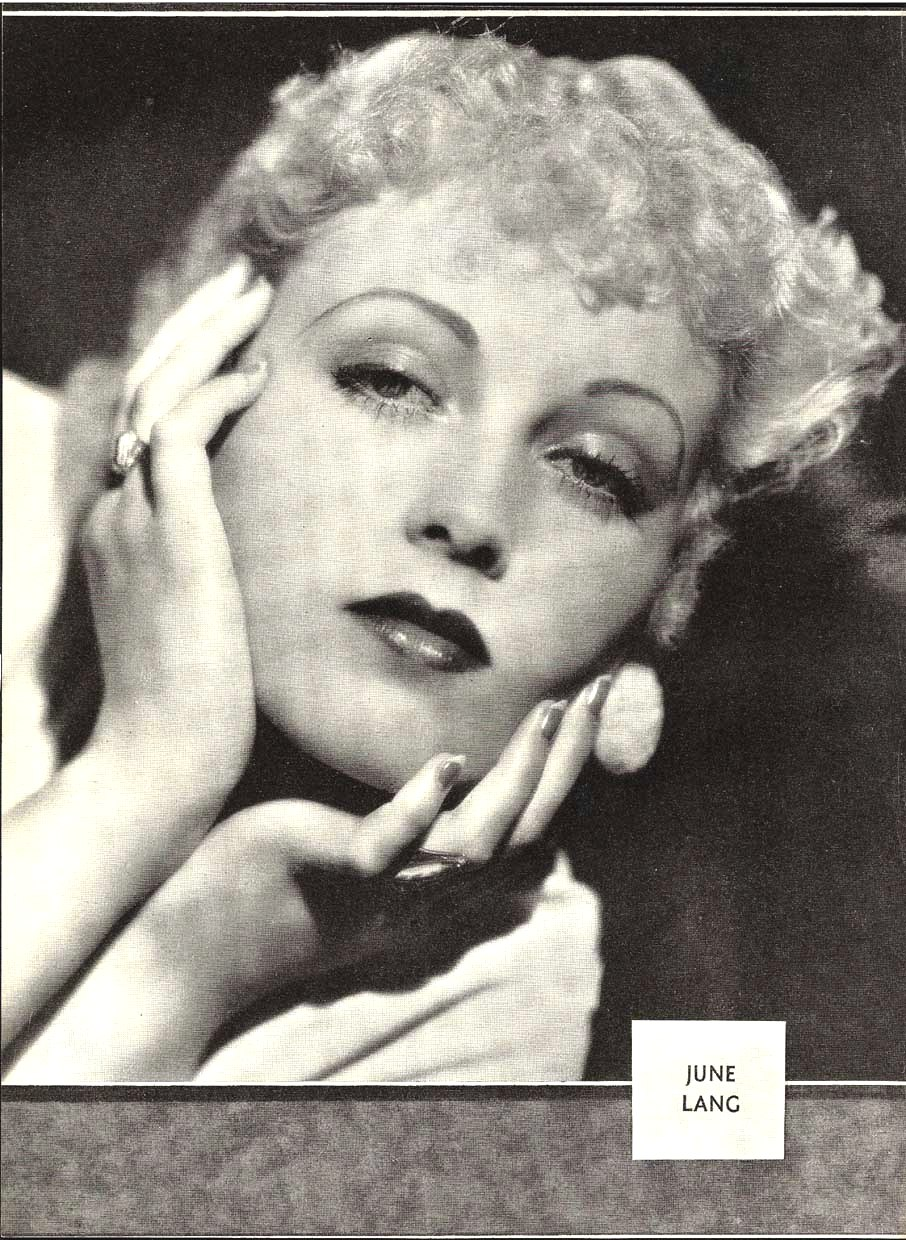
Фото в журнале Argentinean Magazine (ноябрь 1934)
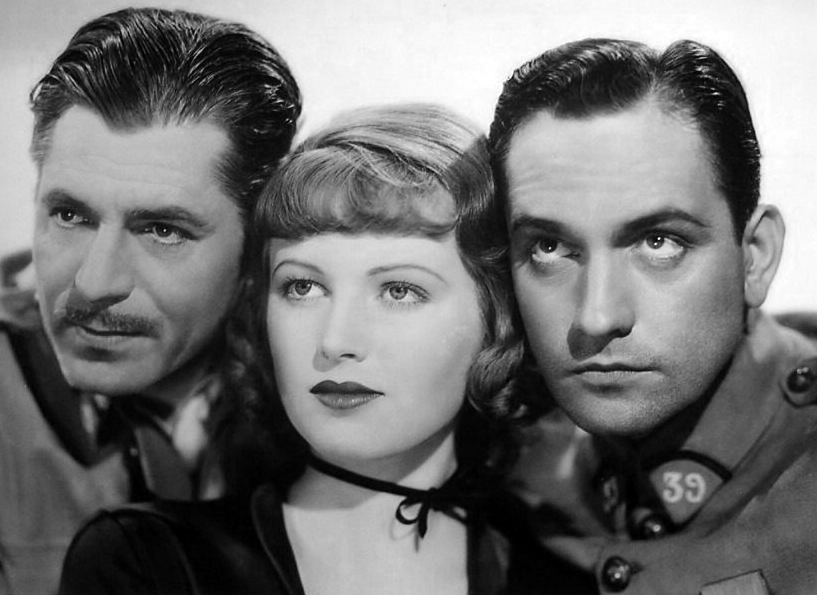
Промо-фото к фильму «Дорога к славе[англ.]» (1936). Слева направо: Уорнер Бакстер, Джун Лэнг и Фредерик Марч.
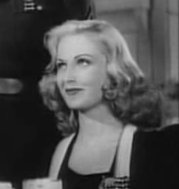
В фильме «Солдатский клуб» (1943)

## Фильмография

### Широкий экран
В титрах не указана
- 1931 — Чудесная девушка / The Miracle Woman — певица в церковном хоре
- 1932 — Она хотела миллионера[англ.] / She Wanted a Millionaire — участница конкурса красоты
- 1934 — Теперь я скажу[англ.] / Now I'll Tell — девушка на пляже
- 1935 — Скандалы Джорджа Уайта 1935 года / George White's 1935 Scandals — танцовщица
- 1943 — Плоть и фантазия[англ.] / Flesh and Fantasy — Анджела
- 1944 — Вступайте в ряды армии[англ.] / Up in Arms — девушка Голдвина[англ.]

В титрах указана
- 1932 — Чанду волшебник[англ.] / Chandu the Magician — Бетти Лу Риджент
- 1933 — Я любил вас в среду[англ.] / I Loved You Wednesday — балерина
- 1934 — Музыка в эфире[англ.] / Music in the Air — Зиглинде Лессинг
- 1935 — Шотландский корпус[англ.] / Bonnie Scotland — Лорна МакЛорел
- 1936 — Сельский доктор[англ.] / The Country Doctor — Мэри МакКензи
- 1936 — Капитан Январь[англ.] / Captain January — Мэри Маршалл
- 1936 — Дорога к славе[англ.] / The Road to Glory — Моник Ла Косте
- 1936 — Белый охотник[англ.] / White Hunter — Тони Варек
- 1937 — Крошка Вилли Винки / Wee Willie Winkie — Джойс Уильямс
- 1937 — Али-Баба едет в город[англ.] / Ali Baba Goes to Town — принцесса Мириам • в роли самой себя
- 1938 — Международные расчёты[англ.] / International Settlement — Джойс Паркер
- 1939 — Зенобия[англ.] / Zenobia — Вирджиния
- 1939 — Капитан Фьюри[англ.] / Captain Fury — Жанетт Дюпре
- 1940 — Остров судьбы[англ.] / Isle of Destiny — Вирджиния Аллертон
- 1942 — Серенада у лампы[англ.] / Footlight Serenade — Джун
- 1943 — Солдатский клуб / Stage Door Canteen — в роли самой себя

### Телевидение
- 1950—1952 — Театр «У камина»[англ.] / Fireside Theatre — Клара Ратледж (в 3 эпизодах[англ.])
- 1961 — Детективы[англ.] / The Detectives — Эвелин (в эпизоде Beyond a Reasonable Doubt)
- 1962 — Сансет-стрип, 77[англ.] / 77 Sunset Strip — Бесси О’Хара (в эпизоде The Gemmologist Caper[англ.])
- 1968 — Отдел тяжких преступлений[англ.] / The Felony Squad — управляющая многоквартирным домом (в эпизоде Matched for Murder)